# Baronie

Baron, omstreeks 1400

Een baronie (Latijn: baronia), is van origine een vorm van bezit of houderschap en een regeringsvorm waarbij de absolute macht bij één persoon berust, de baron, baanrots, bannerheer of baanderheer. Deze landsvorm ontstond in de late middeleeuwen binnen het leenstelsel, voornamelijk in de regio Noord-Brabant tot aan België in de 15e- en 16e eeuw. Ook in het huidige Groot-Brittannië ontstonden veel baronies. Het was een zogenaamde vrije heerlijkheid en het grondgebied werd door een vorst uit diens eigendom aan een persoon toegewezen voor bewezen militaire of andere diensten. De baron mocht op het slagveld een eigen banier voeren en leverde in de regel meer krijgslieden voor veldslagen dan andere ridders.
De baronie Houtem is de oudste waarvan documenten bewaard zijn gebleven, stammende uit 1487 (-1560); de baronie Breda is in Nederland een van de bekendste en wordt nog als streeknaam gebruikt. In Belgie wordt het begrip nog gebruikt om de gemeenten van Brussel aan te duiden.
Een baronie kon bestaan uit landgoederen, meestal samenhangend maar ook verspreid over verschillende regio's. De baron had de heerschappij over het grondgebied en de bewoners en moest ervoor zorgdragen dat het gebied werd beschermd tegen vijandige aanvallen. De belangrijkste baronnen lieten vaak een kasteel bouwen.
In sommige gevallen, vooral in Schotland, Ierland en sommige delen van Engeland vormde een baronie een bestuurlijke eenheid binnen een groter grondgebied, meestal geleid door een graaf.

## Baronieën

### België
- Baronie Boelare
- Baronie Blaton
- Baronie Gavere
- Baronie Poederlee
- Baronie Rode
- Baronie Schorisse
- Baronie Zottegem

### Groot-Brittannië

#### Engeland
- Baronie Kendal
- Baronie Westmoreland

#### Schotland
- Baronie Cartsburn bij Dundee
- Baronie Cowie in Aberdeenshire
- Baronie Craigie in Angus
- Baronie Dirleton
- Baronie Ladyland
- Baronie Peacockbank
- Baronie Plenderleith

### Nederland
- Baronie Breda
- Land van Cuijk
- Baronie van Cranendonck
- Baronie Hedel
- Baronie van Hees en Leen
- Baronie Houtem
- Baronie IJsselstein
- Baronie Liesveld

### Noorwegen
- Baronie Rosendal